# Hopfgarten im Brixental
Hopfgarten im Brixental – gmina targowa w Austrii, w kraju związkowym Tyrol, w powiecie Kitzbühel. Liczy 5599 mieszkańców (1 stycznia 2015).